# Speed King
〈Speed King〉는 영국 하드 록 밴드 딥 퍼플의 곡이며, In Rock 앨범에서 가장 시끄러운 노래로도 꼽힌다.

## 구성
- 이언 길런 : 보컬
- 리치 블랙모어 : 기타
- 로저 글로버 : 베이스 기타
- 존 로드 : 오르간
- 이언 페이스 : 드럼